# Ilhéu Còracòra
O Ilhéu Còracòra é um Ilhéu do arquipélago de São Tomé e Príncipe, localizado junto à costa da ilha de São Tomé, no Golfo da Guiné, em África. Este ilhéu não é habitado e encontra-se junto à Praia Còracòra frente à foz do Rio Còracòra do promontório da Ponta da Juliana.